# Izegem Tribes
De Izegem Tribes zijn een Belgisch American-footballteam. Hun thuisstad is Izegem. De Tribes maken momenteel deel uit van de Flemish Football League (FAFL) conferentie in de Belgian Football League (BFL).

## Geschiedenis

### Izegem Redskins
De teamnaam van Izegem was eerst de Redskins. Na de fusie met de Oostende Tigers veranderde de naam in de West Flanders Tribes.

### Izegem Tribes (2012-2022)
Tijdens het seizoen 2012 waren er onenigheden tussen de kernsteden van de West Flanders Tribes. Vooral Oostende durfde openlijk vragen stellen bij de moeilijke structuur en drong aan op een splitsing om zodoende twee volwaardige ploegen uit te kunnen bouwen in West-Vlaanderen. Uiteindelijk gebeurde dit ook, en bij de start van seizoen 2013 ging Izegem alleen verder onder de naam Izegem Tribes. De Ostend Pirates moesten nog een seizoen wachten voor ze als aparte club opnieuw op het hoogste niveau konden aansluiten.

### Kasteel Nitro's (2022-2024)
In 2022 speelden de Izegem Tribes onder de naam Izegem Kasteel Nitro's in die BNL. In het eerste seizoen kwalificeerden ze zich voor de play-offs en verloren de halve finale tegen de Limburg Shotguns. In het laatste seizoen verloren ze alle spelen.
Belgian Bowl

Gerelateerde onderwerpen: European Federation of American Football (EFAF) · American Football Bond Nederland · Tulip Bowl